# Gare de Dearborn
La gare de Dearborn (en anglais : Dearborn Station ; également connue sous le nom de Polk Street Depot) est une ancienne gare ferroviaire américaine située dans le centre-ville de Chicago, dans l'État de l'Illinois.
Elle était à partir de la fin des années 1800, l'une des six gares interurbaines desservant le secteur financier du Loop, dans le centre-ville de Chicago. Elle est restée en activité jusqu'en 1971. Depuis 1982, la gare est protégée au titre des Chicago Landmarks (CL) par la ville de Chicago.
Construite en 1883 d'après les plans de l'architecte Cyrus L. W. Eidlitz, elle est située entre Dearborn Street et Polk Street, dans le quartier de Printer's Row. La gare appartenait au Chicago and Western Indiana Railroad, qui lui-même, appartenait aux sociétés opérant sur sa ligne. La gare a été reconvertie par la suite et comprend  maintenant un centre commercial abritant des bureaux, des commerces et des espaces de divertissement.

## Situation ferroviaire
La gare de Dearborn se trouve entre South Clark Street à l'ouest, West Polk Street au nord et South State Street à l'est dans le quartier de Printer's Row, dans la partie sud du secteur financier du Loop (Downtown Chicago).

## Historique

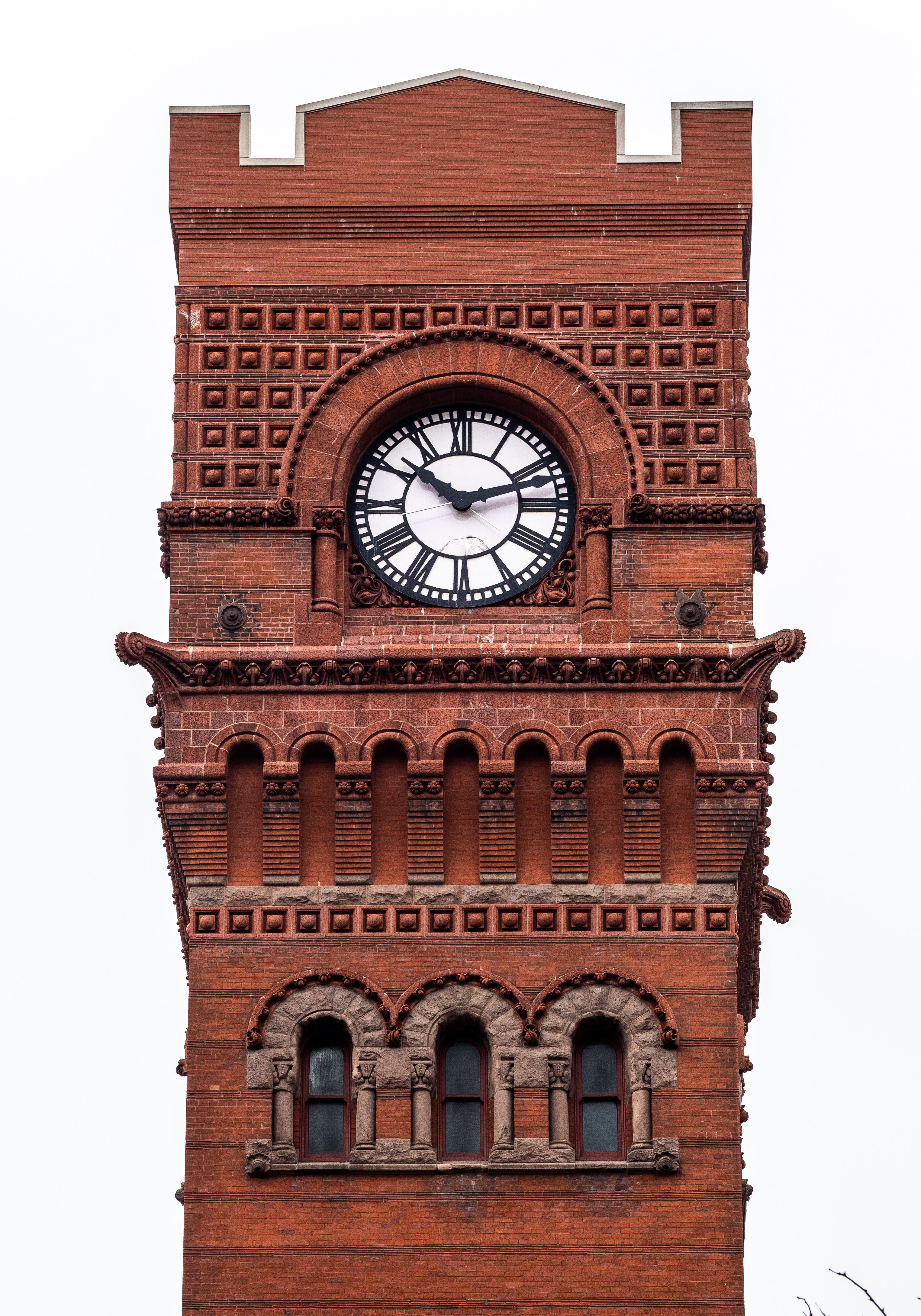
Détails de la tour horloge.

La structure du bâtiment de style néo-roman, conçue par Cyrus L. W. Eidlitz, a ouvert ses portes en 1885 pour un coût s'élevant entre 400 000 dollars et 500 000 dollars (équivalent à 11,5 à 14,4 millions de dollars en 2021). Les murs extérieurs du bâtiment de trois étages et la tour de l'horloge de douze étages étaient composés de granit rose et de briques rouges surmontés d'un certain nombre de toits à forte pente. Les modifications apportées à la structure à la suite d'un incendie en 1922 comprenaient l'élimination du profil de toit qui à l'origine était en pente. Derrière la maison principale se trouvaient les quais des trains, protégés par un grand hangar à trains. À l'intérieur de la gare se trouvaient des guichets, des salles d'attente et des restaurants de la Fred Harvey Company.
Au plus fort du nombre de passagers dans les transports ferroviaires au début des années 1920, la gare de Dearborn accueillait 146 trains par jour transportant plus de 17 000 passagers.
L'entreprise Amtrak (la National Railroad Passenger Corporation) a choisi de consolider ses opérations de Chicago à l'Union Station. Le dernier train de voyageurs interurbain au départ de la gare de Dearborn, le 30 avril 1971, fut le Grand Trunk Western Railroad's International Limited. La compagnie de chemin de fer Norfolk & Western Railway, desservant la ville de banlieue de Orland Park, a continué d'utiliser comme plate-forme la gare de Dearborn jusqu'en 1976.

## Patrimoine ferroviaire

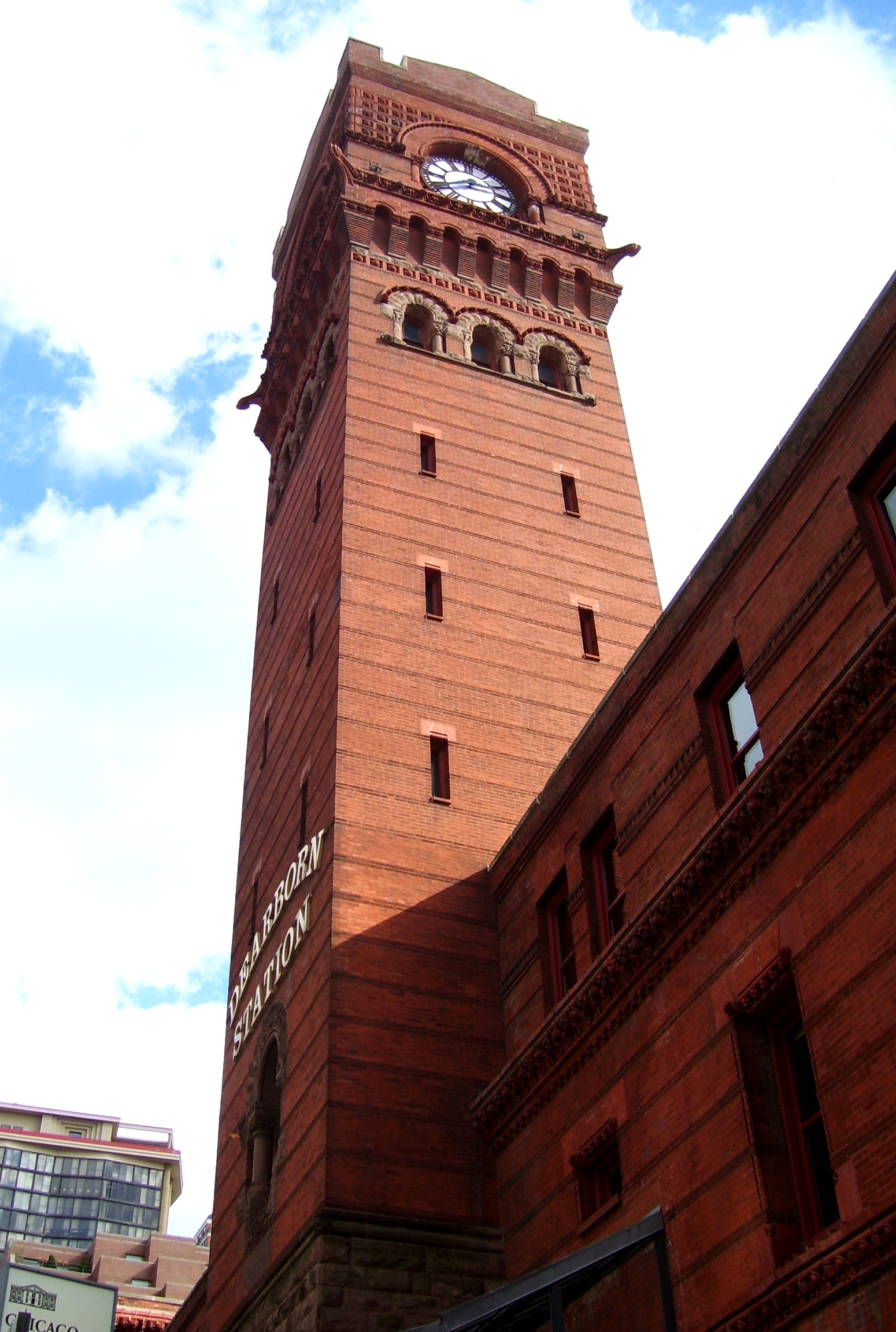
La tour de la gare.

Le bâtiment, dont la construction est faite de brique rouge et d'ornements décoratifs en terre cuite, est inscrit sur la prestigieuse liste des Chicago Landmark par les membres de la Commission on Chicago Landmarks de la ville de Chicago depuis le 2 mars 1982, et sur le Registre national des lieux historiques (National Register of Historic Places ; NRHP) par le National Park Service depuis le 26 mars 1976. Ainsi, le bâtiment bénéficie d'une protection au titre des monuments historiques et patrimoniaux.
En 1976, le hangar de train de la gare de Dearborn a été démoli et les voies ont été supprimées. Le bâtiment principal a quant à lui été conservé. La gare était abandonnée au milieu des années 1980, lorsqu'elle fut rachetée et reconvertie en commerces et en bureaux. Les anciennes gares de triage ont été converties dans ce qui est connu aujourd'hui comme étant Dearborn Park.

## Dans la culture populaire
Dans la chanson de 1927 Railroadin' Some du musicien de blues Henry Thomas, le "Polk Street Depot" est l'avant-dernière étape d'un voyage qui commence à Fort Worth, au Texas, et se termine à Chicago.
La gare de Dearborn est mentionnée à plusieurs reprises dans l'épisode Le Soldat carnivore (Adam's Ribs) de 1974 de la saison 3 de la série télévisée MASH, dans lequel Hawkeye Pierce mange des côtes de bœuf grillées au barbecue d'un restaurant fictif adjacent à la gare, mais ne se souvient pas du nom. Il appelle le chef de gare depuis la Corée du Sud pour obtenir le nom et le numéro de téléphone du restaurant. Il l'appelle à tort la "Dearborn Street Station".
Dearborn Station est une chanson du groupe de rock américain Fortune sortie en 1985.